# Maya Lin: A Strong Clear Vision

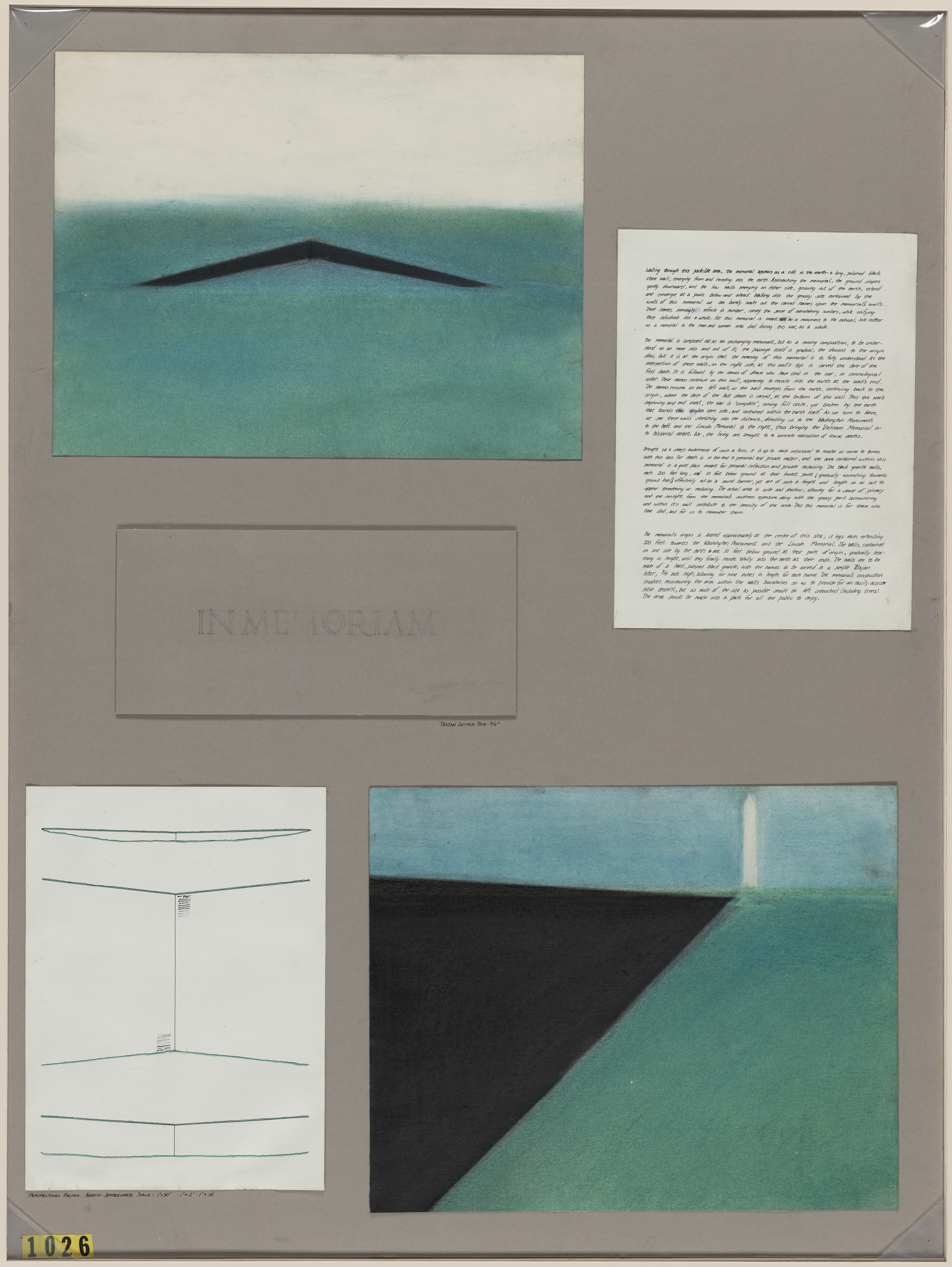
Maya Lins originele ontwerp voor het Vietnam Veterans Memorial in Washington

Maya Lin: A Strong Clear Vision is een met een Oscar beloonde Amerikaanse documentaire uit 1994 van regisseur Freida Lee Mock. De productie ging op 10 november 1995 in première.

## Inhoud
Maya Lin: A Strong Clear Vision is een biografische documentaire over de Chinees-Amerikaanse architecte en beeldhouwster Maya Lin, die onder meer het Vietnam Veterans Memorial ontwierp en maakte. Er is aandacht voor de bouw van het Vietnam Veterans Memorial, de controverse die ontstond vanwege met name de afkomst van de maakster en voor Lins werk aan verschillende andere projecten. De documentaire wordt vormgegeven in archiefbeelden en interviews.
De volledige versie van Maya Lin: A Strong Clear Vision duurt 105 minuten.

## Prijzen
- Academy Award voor Beste Documentaire

## Dvd
Maya Lin: A Strong Clear Vision kwam op 27 mei 2003 in de Verenigde Staten op dvd uit.